# Andropolia pallifera
Andropolia pallifera är en fjärilsart som beskrevs av Augustus Radcliffe Grote 1877. Andropolia pallifera ingår i släktet Andropolia och familjen nattflyn. Inga underarter finns listade i Catalogue of Life.